# 마리오 쿠오모

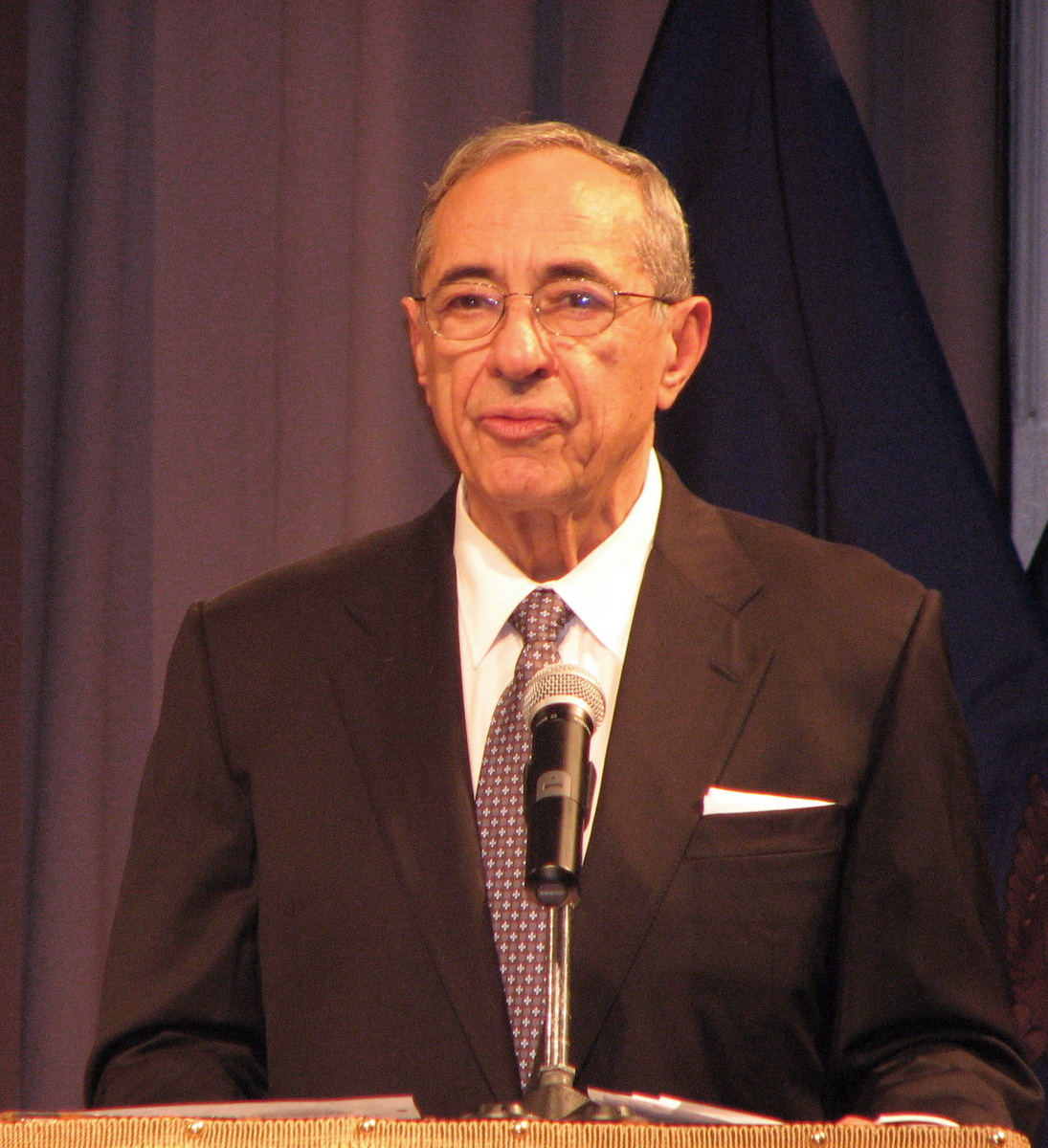
마리오 쿠오모

마리오 매슈 쿠오모(영어: Mario Matthew Cuomo, 1932년 6월 15일~2015년 1월 1일)는 미국의 정치인이자 변호사였다. 제52대 뉴욕 주지사(1983년~1995년)를 역임했다. 소속 정당은 민주당이었다. 그의 아들들 가운데 뉴욕 주지사인 앤드루 쿠오모와 크리스 쿠오모가 있다.

## 역대 선거 결과
| 선거명      | 직책명      | 대수  | 정당        | 득표율 | 득표수      | 결과 | 당락             |
| ----------- | ----------- | ----- | ----------- | ------ | ----------- | ---- | ---------------- |
| 1977년 선거 | 뉴욕 시장   | 105대 | 뉴욕 자유당 | 40.97% | 587,913표   | 2위  | 낙선             |
| 1978년 선거 | 뉴욕 부지사 | 56대  | 민주당      | 50.95% | 2,429,272표 | 1위  | 뉴욕 부지사 당선 |
| 1982년 선거 | 뉴욕 주지사 | 52대  | 민주당      | 50.91% | 2,675,213표 | 1위  | 뉴욕 주지사 당선 |
| 1986년 선거 | 뉴욕 주지사 | 52대  | 민주당      | 64.63% | 2,775,045표 | 1위  | 뉴욕 주지사 당선 |
| 1990년 선거 | 뉴욕 주지사 | 52대  | 민주당      | 53.17% | 2,157,087표 | 1위  | 뉴욕 주지사 당선 |
| 1994년 선거 | 뉴욕 주지사 | 53대  | 민주당      | 45.45% | 2,364,904표 | 2위  | 낙선             |

## 같이 보기
- 앤드루 쿠오모
- 크리스 쿠오모